# Damir Kreilach
Damir Kreilach, född 16 april 1989, är en kroatisk fotbollsspelare som spelar för Real Salt Lake i Major League Soccer.

## Karriär
I februari 2018 värvades Kreilach av Major League Soccer-klubben Real Salt Lake.